# Llista de bisbes de Lugo
La llista de bisbes de Lugo és una relació cronològica dels titulars de la diòcesi de Lugo.
| Titular                                                                    | Període    | Nota                                                              |
| -------------------------------------------------------------------------- | ---------- | ----------------------------------------------------------------- |
| Capitó                                                                     | segle I    | Sant llegendari, tradicionalment considerat primer bisbe de Lugo. |
| Agresti                                                                    | ca. 410-33 | Metropolità de les diòcesis de la Gal·lècia.                      |
| Ilderic                                                                    | ca. 561    | Es desconeix si realment aquest és el nom veritable del bisbe.    |
| Nitigisi                                                                   | ca. 561-85 |                                                                   |
| Becila                                                                     | ca. 585-89 |                                                                   |
| Vasconi                                                                    | ca. 633-38 |                                                                   |
| Ermefred                                                                   | ca. 652-56 |                                                                   |
| Rectògenes                                                                 | ca. 675    |                                                                   |
| Eufrasi                                                                    | ca. 681-88 |                                                                   |
| Potenci                                                                    | ca. 695    |                                                                   |
| Entrada dels musulmans a Lugo, després conquerida per Alfons I d'Astúries. |            |                                                                   |
| Odoario                                                                    | 740-786    |                                                                   |
| Wimaredo                                                                   | ca. 812    |                                                                   |
| Adulfo                                                                     | ca. 812-32 |                                                                   |
| Froilán                                                                    | ca. 835    |                                                                   |
| Gladilano                                                                  | ca. 861    |                                                                   |
| Flaviano                                                                   | ca. 867    |                                                                   |
| Recaredo                                                                   | 875-922    |                                                                   |
| Ero                                                                        | 924-941    |                                                                   |
| Gonzalo                                                                    | 942-950    |                                                                   |
| Hermenegildo                                                               | 951-985    |                                                                   |
| Pelayo                                                                     | 986-1002   |                                                                   |
| Flaviano                                                                   | ca. 1004   |                                                                   |
| Diego                                                                      | ca. 1017   |                                                                   |
| Pedro                                                                      | 1017-1057  |                                                                   |
| Maurelo                                                                    | 1058-1060  |                                                                   |
| Vistrario                                                                  | 1060-1086  |                                                                   |
| Amor                                                                       | 1088-1095  |                                                                   |
| Pedro II                                                                   | 1095-1113  |                                                                   |
| Pedro III                                                                  | 1114-1133  |                                                                   |
| Guido                                                                      | 1135-1152  |                                                                   |
| Juan                                                                       | 1152-1181  |                                                                   |
| Rodrigo                                                                    | 1181-1218  |                                                                   |
| Ordoño                                                                     | 1218-1225  |                                                                   |
| Miguel                                                                     | 1225-1270  |                                                                   |
| Juan II                                                                    | 1271       |                                                                   |
| Fernando Arias                                                             | 1272-1275  |                                                                   |
| Juan III                                                                   | ca. 1280   |                                                                   |
| Alonso Yáñez                                                               | 1281-1284  |                                                                   |
| Arias                                                                      | 1284-1285  |                                                                   |
| Fernando Pérez                                                             | 1286-1290  |                                                                   |
| Arias II                                                                   | 1294-1299  |                                                                   |
| Rodrigo II                                                                 | 1300-1306  |                                                                   |
| Juan Hernández                                                             | 1307-1318  |                                                                   |
| Gonzalo Núñez                                                              | 1318-1320  |                                                                   |
| Rodrigo III                                                                | 1320-1326  | Traslladat a Tui.                                                 |
| Juan IV                                                                    | 1326-1350  |                                                                   |
| Pedro IV                                                                   | 1350-1390  | Renuncia.                                                         |
| Lope                                                                       | 1390-1403  |                                                                   |
| Fernando Valdés                                                            | 1403-1415  |                                                                   |
| Fernando de Palacios                                                       | 1415-1435  |                                                                   |
| Álvaro                                                                     | 1436-1441  |                                                                   |
| García Martínez                                                            | 1441-1470  |                                                                   |
| Alonso Enríquez                                                            | 1470-1496  |                                                                   |
| Alonso Suárez de Fuente el Sauz                                            | 1496-1499  | Traslladat a Màlaga.                                              |
| Pedro de Ribera                                                            | 1500-1530  |                                                                   |
| Martín Tristán Calvete                                                     | 1533-1539  | Traslladat a Oviedo.                                              |
| Juan Suárez de Carvajal                                                    | 1539-1561  | Renuncia.                                                         |
| Francisco Delgado                                                          | 1561-1566  | Traslladat a Jaén.                                                |
| Andrés Pérez                                                               | 1566       | Electe.                                                           |
| Fernando de Velosillo                                                      | 1566-1587  |                                                                   |
| Juan Ruiz de Villarán                                                      | 1587-1591  |                                                                   |
| Lorenzo de Otaduy y Avendaño                                               | 1591-1598  | Traslladat a Àvila.                                               |
| Pedro de Castro y Nero                                                     | 1598-1603  | Traslladat a Segòvia.                                             |
| Juan García de Valdemora                                                   | 1603-1612  |                                                                   |
| Alonso López de Gallo                                                      | 1612-1624  | Traslladat a Valladolid.                                          |
| Diego de Vela                                                              | 1624-1632  | Traslladat a Tui.                                                 |
| Juan del Águila                                                            | 1632       | Presentat, no va prendre possessió.                               |
| Diego de Castejón                                                          | 1633-1636  | Renuncia.                                                         |
| Juan Vélez de Valdivieso                                                   | 1636-1640  | Traslladat a Àvila.                                               |
| Pedro Rosales                                                              | 1641-1642  |                                                                   |
| Juan de la Serna                                                           | 1642-1646  |                                                                   |
| Juan del Pozo                                                              | 1646-1649  | Traslladat a Lleó.                                                |
| Francisco de Torres                                                        | 1649-1652  |                                                                   |
| Juan Bravo Lasprilla                                                       | 1652-1659  |                                                                   |
| Andrés Girón                                                               | 1660-1664  | Traslladat a Pamplona.                                            |
| Matías Santos Moratinos                                                    | 1664-1669  | Traslladat a Astorga.                                             |
| Juan Asensio Barrios                                                       | 1669-1672  | Traslladat a Àvila.                                               |
| Juan de Aparicio Navarro                                                   | 1673-1680  | Traslladat a Lleó.                                                |
| Antonio de Medina-Chacón Ponce de León                                     | 1681-1685  | Traslladat a Múrcia.                                              |
| Miguel de Fuentes                                                          | 1685-1699  |                                                                   |
| Lucas de Bustos                                                            | 1700-1710  |                                                                   |
| Andrés Caperó                                                              | 1714-1717  | Traslladat a Terol.                                               |
| Manuel de Santamaría y Salazar                                             | 1717-1734  |                                                                   |
| Cayetano Gil Taboada                                                       | 1735-1745  | Traslladat a Santiago de Compostel·la.                            |
| Juan Bautista Ferrer                                                       | 1745-1748  |                                                                   |
| Francisco Izquierdo y Tavira                                               | 1748-1762  |                                                                   |
| Juan Saenz de Buruaga                                                      | 1762-1768  | Traslladat a Saragossa.                                           |
| Francisco Armañá                                                           | 1778-1785  | Traslladat a Tarragona.                                           |
| Antonio de Páramo                                                          | 1785       | Presentat, no va prendre possessió.                               |
| Felipe Peláez de Caunedo                                                   | 1787-1811  |                                                                   |
| José Antonio de Azpeitia y Saenz de Santamaría                             | 1814-1824  |                                                                   |
| Hipólito Sánchez Rangel de Fayas                                           | 1824-1839  |                                                                   |
| Santiago Rodríguez Gil                                                     | 1847-1857  |                                                                   |
| José de los Ríos Lamadrid                                                  | 1857-1884  |                                                                   |
| Gregorio María Aguirre García                                              | 1885-1894  |                                                                   |
| Benito Murúa López                                                         | 1894-1909  |                                                                   |
| Manuel Basulto Jiménez                                                     | 1909-1919  |                                                                   |
| Plácido Ángel Rey de Lemos                                                 | 1919-1927  |                                                                   |
| Rafael Balanzá y Navarro                                                   | 1928-1960  |                                                                   |
| Antonio Ona de Echave                                                      | 1961-1979  |                                                                   |
| José Gómez González                                                        | 1980-2007  |                                                                   |
| Alfonso Carrasco Rouco                                                     | 2007       |                                                                   |